# Yves Bonnefoy
Yves Bonnefoy, född 24 juni 1923 i Tours, död 1 juli 2016 i Paris, var en fransk författare och översättare. 
Bonnefoys verk har varit ett av de centrala i efterkrigstidens franska lyrik. Präglade av klassisk modernism, på samma gång poetisk och teoretisk, utforskande betydelsen av det sagda och skrivna ordet. Han har också givit ut ett antal översättningar varav översättningen av Shakespeare främst bör framhållas. Han har också givit ut ett flertal verk om konst och konsthistoria, bland annat om Miró och Giacometti.
Han studerade matematik och filosofi i Poitiers och på Sorbonne. Efter andra världskriget reste han runt i Europa och USA och studerade konsthistoria. Mellan åren 1945 till 1947 hade han en kortvarig förbindelse med de surrealistiska målarna och diktarna i Paris. 1967 grundade han tillsammans med André du Bouchet, Gaëtan Picon och Louis-René des Forêts L'éphemère, en tidskrift om konst och litteratur. Han har undervisat i litteratur vid ett flertal universitet i Europa och USA. Från 1981 lärare i poetik vid Collège de France.

## Verk

### Lyrik
- Traité du pianiste (1946)
- Du mouvement et de l'immobilité de Douve (1953)
- Hier régnant désert (1958)
- Anti-Platon (1953)
- Pierre écrite (1965)
- L'Arrière-pays (1971)
- Dans le leurre du seuil (1975)
- Rue Traversière (1977)
- Poèmes (1947–1975) (1978)
- Entretiens sur la poésie (1980)
- Ce qui fut sans lumière (1987)
- Récits en rêve (1987)
- Début et fin de neige, suivi de Là où retombe la flèche (1991)
- La Vie errante, suivi de Une autre époque de l'écriture (1993)
- L'Encore Aveugle (1997)
- La Pluie d'été (1999)
- Le Théâtre des enfants (2001)
- Le Cœur-espace (2001)
- Les Planches courbes (2001)
- La Longue Chaine de l'Ancre (2008)

### Essäer
- Peintures murales de la France gothique (1954)
- Dessin, couleur, lumière (1995)
- L'Improbable (1959)
- Arthur Rimbaud (1961)
- La Seconde Simplicité (1961)
- Un rêve fait à Mantoue (1967)
- Rome, 1630 : l'horizon du premier baroque (1970)
- L'Ordalie (1975)
- Le Nuage rouge (1977)
- Trois remarques sur la couleur (1977)
- L'Improbable, suivi de Un rêve fait à Mantoue (1980)
- La Présence et l'image (leçon inaugurale au Collège de France) (1983)
- La Vérité sur Parole (1988)
- Sur un sculpteur et des peintres (1989)
- Entretiens sur la poésie (1972-1990)
- Aléchinsky, les Traversées (1992)
- Remarques sur le dessin (1993)
- Palézieux (1994)
- La Vérité de parole (1995)
- Dessin, couleur et lumière (1999)
- La Journée d'Alexandre Hollan (1995)
- Théâtre et poésie : Shakespeare et Yeats (1998)
- Lieux et destins de l'image (1999)
- La Communauté des traducteurs (2000)
- Baudelaire : la tentation de l’oubli (2000)
- L'Enseignement et l'exemple de Leopardi (2001)
- André Breton à l'avant de soi (2001)
- Poésie et architecture (2001)
- Sous l'horizon du langage (2002)
- Remarques sur le regard (2002)
- La Hantise du ptyx (2003)
- Le Poète et « le flot mouvant des multitudes » (2003)
- Le Nom du roi d'Asiné (2003)
- L'Arbre au-delà des images, Alexandre Holan (2003)
- Goya, Baudelaire et la poésie, entretiens avec Jean Starobinski (2004)
- Feuilée, avec Gérard Titus-Carmel (2004)
- Le Sommeil de personne (2004)
- Assentiments et partages, exposition du Musée des Beaux-Arts de Tours (2004)
- Shakespeare & the French Poet (University of Chicago Press, Chicago, 2004)
- L'Imaginaire métaphysique (2006)
- Goya, les peintures noires, Ed. William Blake And Co, (2006)
- Ce qui alarma Paul Celan, Galilée, (2007)
- La Poésie à voix haute, La Ligne d'ombre (2007)

### Monografi
- Biographie d'une œuvre (Alberto Giacometti)